# Szatt Malghigh
Szatt Malghigh (arab. شط ملغيغ, fr. Chott Melrhir)  – bezodpływowe, słone jezioro w  północno-wschodniej Algierii. Jest to największe jezioro kraju (powierzchnia 6800 km²). Położone jest poniżej poziomu morza (40 m p.p.m.) - jest to najniżej położony punkt Algierii.
Jezioro regularnie wysycha tworząc solnisko. Nad jeziorem leżą miasta Biskira, Al-Wadi i Tukkurt.